# 雷姆施泰特
雷姆施泰特（德語：Remstädt，發音：[ˈʁɛmʃtɛt]）是德国图林根州哥达县曾经的一个市镇，面积6.48平方千米，2017年12月31日人口为970人。2019年1月1日，雷姆施泰特与另外10个市镇合并为新市镇内瑟塔尔。